# Oléoduc de Bakou à Batoumi
L'oléoduc de Bakou à Batoumi est le nom donné à plusieurs ouvrages destinés au transport du pétrole brut ou raffiné, reliant les gisements pétrolifères de la région de Bakou, en Azerbaïdjan, au port de Batoumi en Géorgie, sur la mer Noire. Le premier oléoduc, ouvert en 1907, était alors le plus long du monde.

## Premiers projets

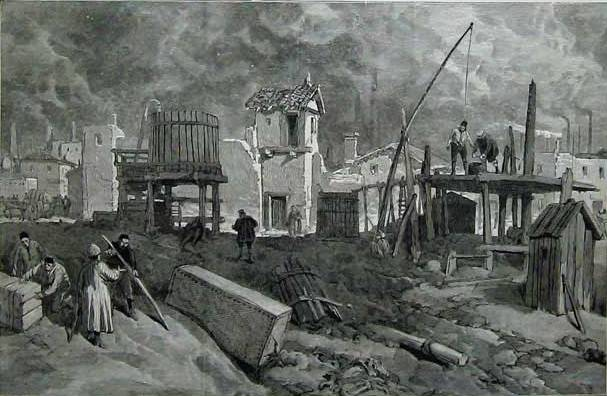
Champs pétrolifères à Bakou par William James Linton, 1886

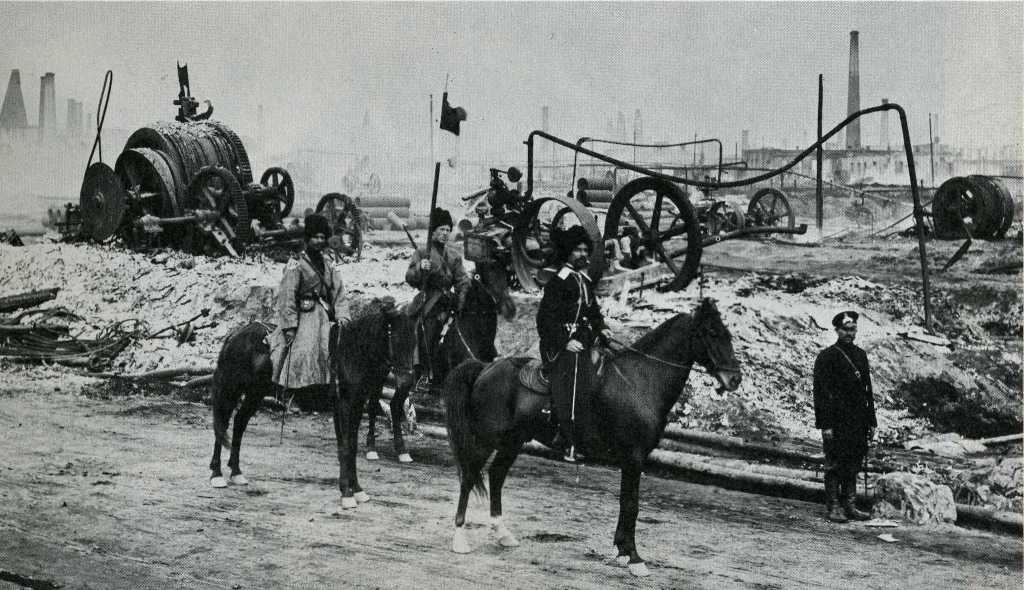
Patrouille de cosaques dans les champs pétrolifères ravagés pendant la révolution de 1905

L'exploitation du pétrole en Azerbaïdjan remonte à l'Antiquité, elle est mentionnée par des voyageurs anciens comme Marco Polo. Sous l'Empire russe, à partir de 1878, plusieurs oléoducs de desserte locale sont construits pour relier les gisements de la presqu'île d'Apcheron, les raffineries et les installations portuaires : en 1890, ce réseau local atteint 280 kilomètres.
L'ingénieur I. P. Ilimov dépose en 1878 un premier projet d'oléoduc de Bakou à Batoumi, soutenu par des personnalités comme le chimiste Dmitri Mendeleïev. Ilimov obtient, en 1887, une concession du gouvernement russe pour créer une Société de l'oléoduc de la Caspienne à la mer Noire. Il se heurte toutefois à une forte opposition de la société française Rothschild Frères et d'autres firmes intéressées au transport ferroviaire du pétrole : le chemin de fer transcaucasien reliant Bakou à Poti, sur la mer Noire, ouvert en 1883, en retirait un grand profit.
Le chantier, de Batoumi à Khachouri (Mikhaïlovo), puis de Khachouri à Bakou, est réalisé entre 1896 et 1906. La dernière phase du chantier est ralentie par la révolution russe de 1905 et les affrontements interethniques dans la région de Bakou.

## Les premiers oléoducs

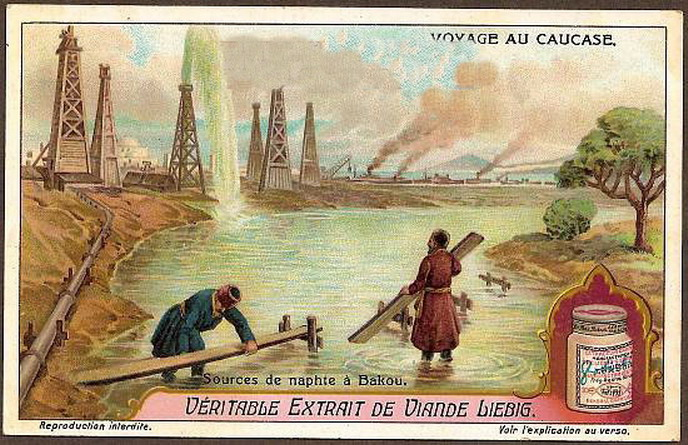
Champ pétrolifère et oléoduc à Bakou, image touristique française, 1920

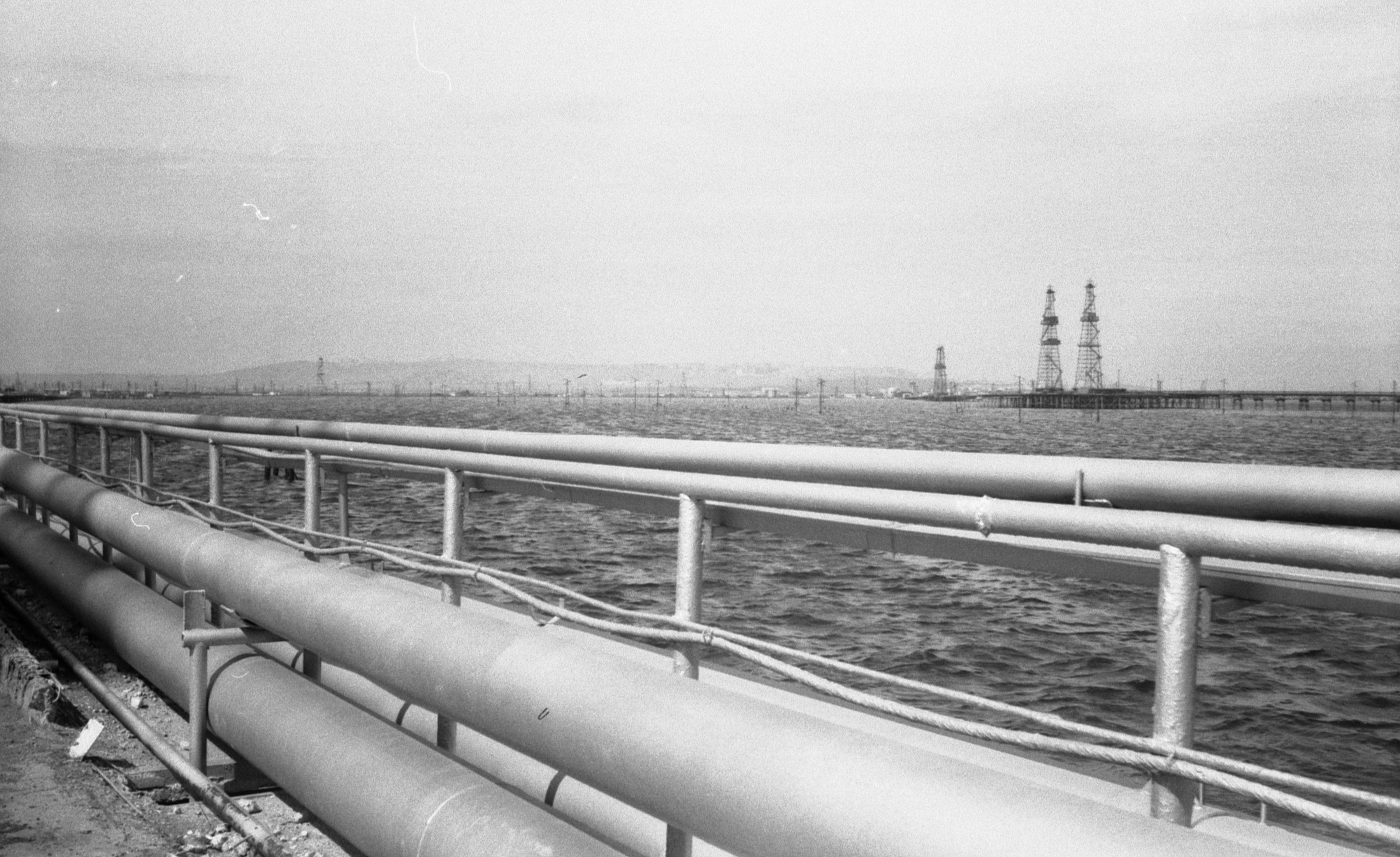
Oléoduc à Bakou, 1987

L'oléoduc, destiné au transport du carburant raffiné, est ouvert le 26 mars 1907. Long de 835 kilomètres pour un diamètre de 200 mm, il est alors le plus long du monde. 16 stations de pompage, fonctionnant au charbon ou au gazole, assurent un débit de 980 000 tonnes par an. Les tuyauteries ont été produites par des usines de Marioupol et Ekaterinoslav (Dnipropetrovsk). La ligne longe le chemin de fer transcaucasien et le télégraphe. Le transit est interrompu par la révolution russe de 1917 qui entraîne la dissolution de la vice-royauté du Caucase.
En 1921, la république démocratique d'Azerbaïdjan et la république démocratique de Géorgie sont rattachées à l'Union soviétique. L'activité de l'oléoduc reprend le 20 mai 1921. À partir de 1924, le régime soviétique projette la construction d'un nouvel oléoduc pour le pétrole brut. Le contrat est proposé à des compagnies françaises, puis américaines. C'est finalement la compagnie nationale Azneft qui réalise l'ouvrage entre 1928 et 1930. La nouvelle ligne est longue de 834 kilomètres pour un diamètre de 250 mm, avec 13 stations de pompage. Elle utilise 60 000 tuyaux fabriqués en Allemagne. Sa capacité atteint 750 000 tonnes par an.
En août 1942, l'oléoduc est en partie démantelé à cause de la menace d'invasion allemande et ses canalisations sont utilisées pour construire l'oléoduc d'Astrakhan à Saratov. L'oléoduc de Bakou à Batoumi est rétabli après la guerre.

## Nouveaux oléoducs à partir des années 1990

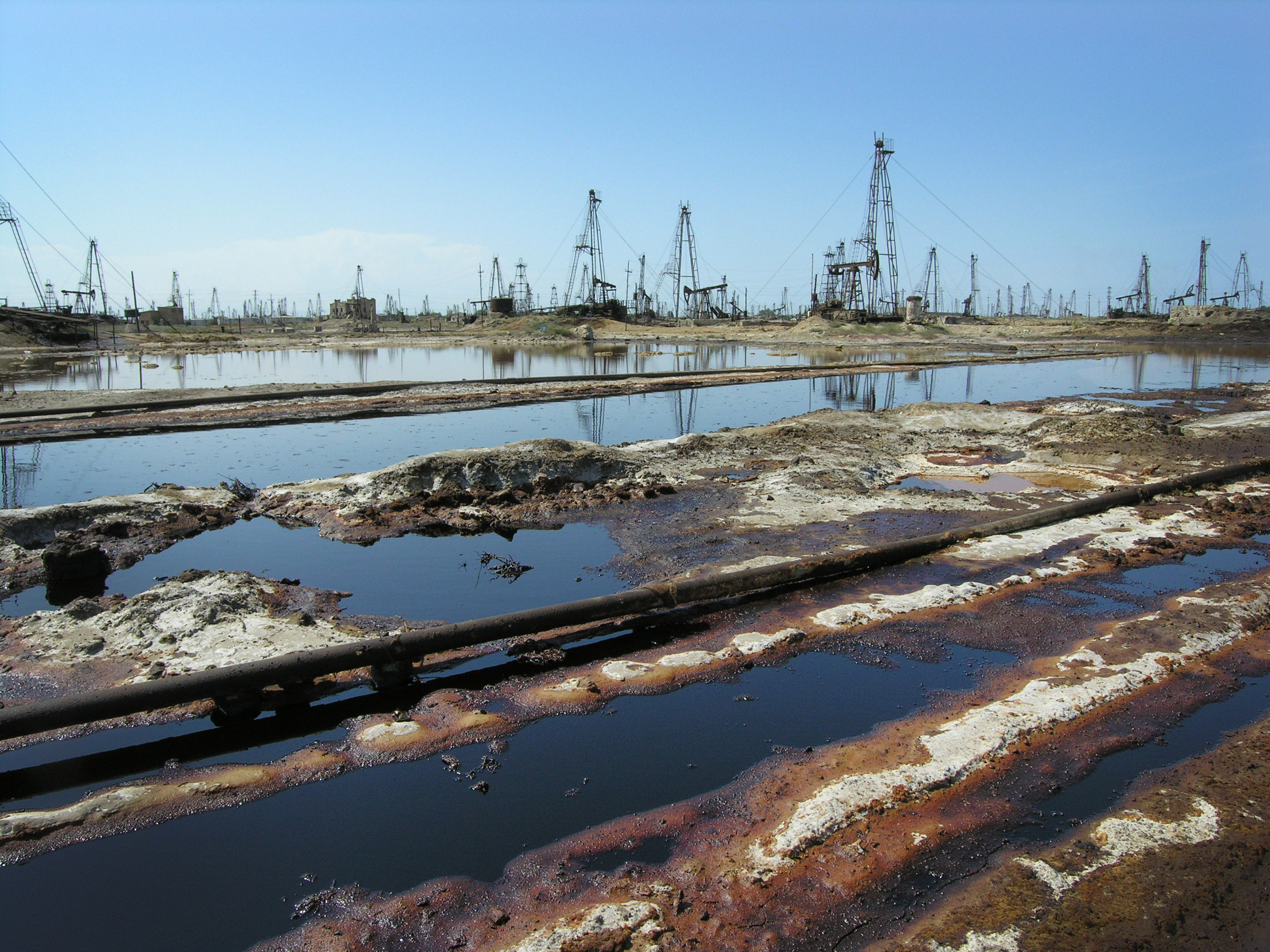
Champ pétrolifère de Ramana (région de Bakou) et oléoduc en 2012.

L'oléoduc de Bakou à Soupsa, construit entre 1994 et 1998, utilise en partie le tracé de l'ancien oléoduc. Depuis 1998, plusieurs projets ont été déposés par des compagnies américaine (Chevron), kazakhe (KazMunayGas) et roumaine (Rompetrol), prévoyant une raffinerie à Batoumi. Ils sont liés à d'autres projets régionaux tels que le projet gazier Azerbaïdjan-Géorgie-Roumanie (en).

### Sources et bibliographie
- (en) Cet article est partiellement ou en totalité issu de l’article de Wikipédia en anglais intitulé « Baku-Batumi pipeline » (voir la liste des auteurs) dans sa version du 11 mars 2016.
- Fazil Zeynalov, Les Ressources pétrolières et gazières de l'Azerbaïdjan, Publibook, 2015